# 武汉轨道交通3号线
武汉轨道交通3号线是中国武汉市一条运营中的轨道交通线路，其标志色为█归元金。本线行驶市区西南至东北方向，一期工程连接武汉经济技术开发区沌阳大道站和东西湖区宏图大道站。轨道交通3号线是中国首条穿越汉江的地铁线路，连接汉口与汉阳两岸，沿途经过武汉市武汉经济技术开发区、汉阳区、硚口区、江汉区、江岸区和东西湖区，一期工程已于2015年12月28日开通运营。

## 工程概况

### 一期工程
轨道交通3号线一期工程起于武汉经济技术开发区沌阳大道站，沿东风大道、龙阳大道前行，穿越汉江、经武汉中央商务区、菱角湖公园、建设大道、建设大道北延长线至终点宏图大道站。线路全长30公里，共设24座车站，且均为地下车站。3号线一共设有两处车辆基地，分别是位于汉口的三金潭车辆段和位于汉阳的升官渡停车场，其中三金潭车辆段与宏图大道站相连接，并与轨道交通8号线共用。

### 二期工程
3号线二期工程起于文岭站，起点预留向北延伸条件，线路沿知音湖大道、全力三路、东风大道走行，串联文岭半岛、大车都片区，止于沌阳大道站（不含），与3号线一期工程贯通运营。线路全长约11.8km，为地下线路；设站6座（二期工程原计划设站5座，后期在枫树一路站和沌阳大道站之间增设车城南路站），全为地下站，其中换乘站1座。3号线二期工程在知音湖大道以西地块设文岭车辆段一座；新建主变电所一座，未来与10号线共用，位于枫树五路与东风大道交叉口西北地块；控制中心近期利用3号线一期三金潭控制中心，远期整体迁入国博线网云平台控制中心。

## 沿革
2012年2月23日，3号线一期工程可行性报告获国家发改委批准，于同年3月31日全面开工，2015年10月8日全线隧道贯通，2015年10月28日全线轨道贯通，2015年12月28日投入试运营，本线与武汉地铁2号线、4号线形成连接武汉三镇的地铁环线。

## 车站
| 武汉轨道交通3号线车站列表 |                                |           |         |               |                 |                |                |
| 中文站名                  | 英文站名                       | 站间距/km | 里程/km | 所在地        | 换乘线路        | 车站形式       | 启用日期       |
| 沌阳大道                  | Zhuanyang Boulevard            | 0         | 0       | 武汉经开区    | 车都T1线        | 地下岛式月台   | 2015年12月28日 |
| 东风公司                  | Dongfeng Motor Corp.           | 1.449     | 1.449   | 武汉经开区    | █ 6号线         | 地下岛式月台   | 2015年12月28日 |
| 体育中心                  | Sports Center                  | 0.842     | 2.291   | 武汉经开区    |                 | 地下岛式月台   | 2015年12月28日 |
| 三角湖                    | Sanjiaohu                      | 1.454     | 3.745   | 武汉经开区    |                 | 地下岛式月台   | 2015年12月28日 |
| 汉阳客运站                | Hanyang Long-Distance Bus Sta. | 1.563     | 5.308   | 武汉经开区    |                 | 地下岛式月台   | 2015年12月28日 |
| 四新大道                  | Sixin Boulevard                | 0.928     | 6.236   | 汉阳区        |                 | 地下岛式月台   | 2015年12月28日 |
| 陶家岭                    | Taojialing                     | 1.359     | 7.595   | 汉阳区        |                 | 地下岛式月台   | 2015年12月28日 |
| 龙阳村                    | Longyangcun                    | 0.906     | 8.501   | 汉阳区        |                 | 地下岛式月台   | 2015年12月28日 |
| 王家湾                    | Wangjiawan                     | 1.107     | 9.608   | 汉阳区        | █ 4号线         | 地下侧式月台   | 2015年12月28日 |
| 宗关                      | Zongguan                       | 2.531     | 12.139  | 硚口区        | █ 1号线         | 地下岛式月台   | 2015年12月28日 |
| 双墩                      | Shuangdun                      | 0.982     | 13.121  | 硚口区        |                 | 地下岛式月台   | 2015年12月28日 |
| 武汉商务区                | Wuhan Business District        | 1.825     | 14.946  | 江汉区        | █ 7号线         | 地下侧式月台   | 2015年12月28日 |
| 云飞路                    | Yunfei Road                    | 1.227     | 16.173  | 江汉区        |                 | 地下岛式月台   | 2015年12月28日 |
| 范湖                      | Fanhu                          | 0.885     | 17.058  | 江汉区        | █ 2号线         | 地下岛式月台   | 2015年12月28日 |
| 菱角湖                    | Lingjiaohu                     | 1.676     | 18.734  | 江汉区        |                 | 地下岛式月台   | 2015年12月28日 |
| 香港路                    | Xianggang Road                 | 0.932     | 19.666  | 江岸区/江汉区 | █ 6号线 █ 7号线 | 地下岛叠式月台 | 2015年12月28日 |
| 惠济二路                  | Huiji 2nd Road                 | 0.934     | 20.600  | 江岸区        |                 | 地下岛式月台   | 2015年12月28日 |
| 赵家条                    | Zhaojiatiao                    | 0.896     | 21.496  | 江岸区        | █ 8号线         | 地下岛式月台   | 2015年12月28日 |
| 罗家庄                    | Luojiazhuang                   | 0.882     | 22.378  | 江岸区        |                 | 地下岛式月台   | 2015年12月28日 |
| 二七小路                  | Erqi Branch Road               | 0.759     | 23.137  | 江岸区        |                 | 地下岛式月台   | 2015年12月28日 |
| 兴业路                    | Xingye Road                    | 1.253     | 24.390  | 江岸区        |                 | 地下岛式月台   | 2015年12月28日 |
| 后湖大道                  | Houhu Boulevard                | 1.181     | 25.571  | 江岸区        | █ 阳逻线        | 地下岛式月台   | 2015年12月28日 |
| 市民之家                  | Citizens Home                  | 1.667     | 27.238  | 江岸区        |                 | 地下岛式月台   | 2015年12月28日 |
| 宏图大道                  | Hongtu Boulevard               | 2.422     | 29.660  | 东西湖区      | █ 2号线 █ 8号线 | 地下双岛式月台 | 2015年12月28日 |

### 换乘站
- 沌阳大道：沌阳大道站是轨道交通3号线与有轨电车车都T1线的转乘站，通过换乘通道可前往车都T1线车轮广场站。由于轨道交通3号线与车都T1线属于不同的公共交通系统，所以不能连续计费，转乘另一线需重新购票或刷卡。

- 东风公司：3、6号线的换乘站。换乘方式为L形节点换乘。
- 王家湾：3、4号线的换乘站。换乘方式为十字节点换乘。
- 宗关：1、3号线的换乘站。换乘方式为通道换乘（仅有电动扶梯）。
- 武汉商务区：3、7号线的换乘站。换乘方式为十字节点换乘。
- 范湖：2、3号线的换乘站。换乘方式为通道换乘（有电动步道，亦有步行区域）。
- 香港路：3、6、7号线的换乘站。3号线与7号线的换乘方式为同台换乘（两线同向）；3、7号线与6号线的换乘方式为十字节点换乘。
- 赵家条：3、8号线的换乘站。换乘方式为T形节点换乘。
- 后湖大道：3号线和阳逻线的换乘站。换乘方式为站厅换乘。
- 宏图大道：2、3、8号线的换乘站。2号线与3号线的换乘方式为同台换乘（两线同向），2号线往天河机场方向与3号线往宏图大道方向同台，2号线往佛祖岭方向与3号线往沌阳大道方向同台；2、3号线与8号线的换乘方式为通道换乘。

- 宗关站换乘通道
- 范湖站换乘通道往2号线方向。
- 东风公司站换乘通道
- 宏图大道站同台换乘，左3号线，右2号线。
- 赵家条站换乘节点
- 轨道交通3号线与车都T1线换乘通道

## 票务规定
- 计价方式：按里程限时计费。
- 计价标准：起价2元可乘坐4公里，3元可乘坐8公里，4元可乘坐12公里，5元可乘坐18公里，6元可乘坐24公里，7元可乘坐32公里，8元可乘坐40公里，9元可乘坐50公里，50公里以上每增加1元可多乘坐20公里。具体的计费标准可参见下表：

|  |  |  |  |  |  |  |  |  |

- 乘车限时：每次进闸到出闸限240分钟。
- 乘车优惠：使用武汉通卡享受9折优惠。
- 支付方式：乘客可通过扫描“支付宝”“微信”“云闪付”“Metro新时代”等手机应用内的地铁乘车码乘坐武汉地铁；以及通过具备闪付功能的银联银行卡、交通联合卡和武汉通（以上三款均含手机NFC版本）刷卡乘车。
- 定期票：分为1、3、7日定期票，每张价格分别为18元、45元、90元。
  - 实体定期票：购买时每张票另收押金20元，乘客可在地铁各车站客服中心办理定期票的购买和退票等业务。1日票为发售时间起至当日运营时间结束，3日票为当日发售时间起至第3日运营时间结束，7日票为当日发售时间起至第7日运营时间结束。
  - 电子定期票：电子定期票在“Metro新时代”手机应用内购买。1日票为激活后24小时内，3日票为激活后72小时内，7日票为激活后168小时内有效。

## 行车安排

### 运行交路
3号线目前所有列车采用单一交路的运营方式，即所有列车均运行全程。

### 首末班车时间
- 武汉地铁首末班车时间

## 使用列车
- 列车编组中的“M”表示动车，“Tc”表示带驾驶室的拖车。

| 列车名称与型号                | 列车生产企业                              | 列车编组                           | 列车制造年代 | 列车编号  | 列车总数   | 转向架型号 （动车 / 拖车） | 牵引电动机 生产企业，型号与类型                            | 牵引逆变器 生产企业，型号与类型                        | 辅助电源 生产企业，型号与类型                       |
| ----------------------------- | ----------------------------------------- | ---------------------------------- | ------------ | --------- | ---------- | -------------------------- | ---------------------------------------------------------- | ------------------------------------------------------ | --------------------------------------------------- |
| 3号线一期车辆 （DKZ5▢）       | 北车长春轨道客车 （武汉北车长客轨道装备） | 6节编组 B1型列车 （Tc+M+M+M+M+Tc） | 2013 ~ 2015  | C01 ~ C29 | 29列 174节 | CW-2100D 型 CW-2100 型     | 南车株洲电机生产 YQ-190-13 型 鼠笼式三相异步交流牵引电动机 | 株洲南车时代电气生产 TGN-53D 型 IGBT-VVVF 牵引逆变器   | 株洲南车时代电气生产 TGF-67A 型 IGBT-SIV 辅助电源   |
| 3号线一期增购车辆 （CCD5041） | 中车长春轨道客车 （武汉中车长客轨道车辆） | 6节编组 B1型列车 （Tc+M+M+M+M+Tc） | 2019 ~ 2021  | C30 ~ C48 | 19列 114节 | CW-2100D 型 CW-2100 型     | 中车株洲电机生产 YQ-190 系列 鼠笼式三相异步交流牵引电动机  | 株洲中车时代电气生产 IGBT-VVVF 牵引逆变器 型号暂时未知 | 株洲中车时代电气生产 IGBT-SIV 辅助电源 型号暂时未知 |

- 一列一期车辆驶出三金潭车辆段
- 一期车辆全列外观
- 一期车辆车厢内饰
- 一期车辆车厢内饰
- 一期车辆LCD动态线路图

## 事故
- 2015年1月5日，市民之家站至宏图大道站的盾构区间发生可燃气体爆炸，两名施工人员丧生，并影响周边约2000名天然气用户用气。[15]
- 2015年2月10日，地铁3号线一期工程惠济二路站至香港路站盾构区间发生涌水、涌砂险情，引发建设大道与黄孝河路交会处局部路面沉降，导致建设大道交通中断两个多月，17条公交线路临时改道。出事的位置，地下布局非常复杂：头顶上是黄孝河的河道，还有巨型排水箱涵。为了最快完成隧道施工，恢复地面交通，隧道的左右线位置被微调，避开了塌陷区，同时新建右线隧道。如果就地挖出被深埋且已报废的盾构机，再进行原地施工修复，既耗时又耗力，该方案最终被否决。之前，在天津、南京地铁施工也曾发生类似险情，工期至少延迟了1年。这意味着，先前的盾构机永埋地下。[16][17]
- 2020年8月2日凌晨轨道交通3号线桥隧维保施工设备侵入限界，造成武汉商务区站开往宏图大道方向站台门损坏。事后，武汉商务区站正常运营，乘客乘降不受影响，但列车进出站限速。[18]

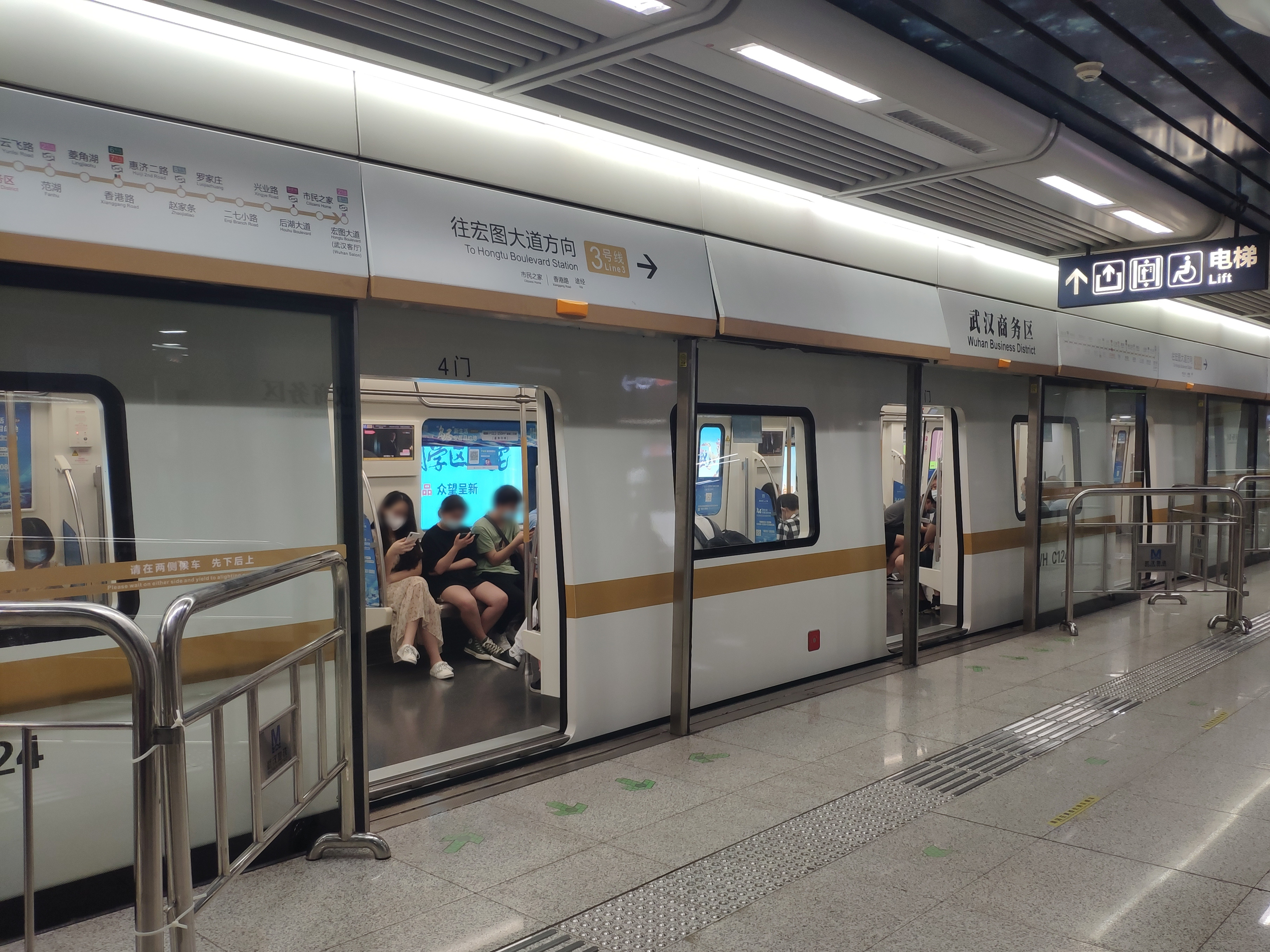
武汉商务区站损坏的屏蔽门